# Nuculana pernula
Nuculana pernula is een tweekleppigensoort uit de familie van de Nuculanidae. De wetenschappelijke naam van de soort werd in 1779 voor het eerst geldig gepubliceerd door Otto Friedrich Müller.